# Чандра (телескоп)
Косми́ческая рентге́новская обсервато́рия «Ча́ндра» (космический телескоп «Чандра») — космическая обсерватория НАСА для исследования космоса в рентгеновском диапазоне. Запущена 23 июля 1999 года при помощи шаттла «Колумбия». Названа в честь американского физика и астрофизика индийского происхождения Субраманьяна Чандрасекара, который преподавал в Чикагском университете с 1937 года до своей смерти в 1995 году и известен, в основном, своими работами о белых карликах.
Чандра — третья из четырёх «Больших обсерваторий», запущенных НАСА в конце XX — начале XXI века. Первым был телескоп «Хаббл», вторым «Комптон» и четвёртым «Спитцер».

## Разработка и запуск
Обсерватория была задумана и предложена НАСА в 1976 году Риккардо Джаккони и Харви Тананбаумом как развитие запускаемой в то время обсерватории HEAO-2 («Эйнштейн»).
В 1992 году, ввиду уменьшения финансирования, конструкция обсерватории была значительно изменена — были убраны 4 из 12 запланированных рентгеновских зеркала и 2 из 6 запланированных фокальных приборов.
Взлётная масса AXAF/Чандра составляла 22 753 кг, что является абсолютным рекордом массы, когда-либо выведенной в космос космическими челноками шаттлами. Основную массу комплекса «Чандра» составляла ракета, позволившая вывести спутник на орбиту, апогей которой составляет приблизительно треть расстояния до Луны.
Станция проектировалась на период работы, равный 5 годам, однако 4 сентября 2001 года в НАСА было принято решение продлить срок службы на 10 лет, благодаря выдающимся результатам работы.
В октябре 2018 обсерватория неожиданно перешла в безопасный режим работы; основные бортовые системы при этом были отключены, а солнечные панели были развёрнуты для максимальной генерации энергии. Специалисты NASA установили, что проблемы возникли с одним из гироскопов — на протяжении трёх секунд бортовые системы получали некорректную информацию, в результате чего компьютер принял решение о переводе аппарата в безопасный режим. Принято решение отключить проблемный гироскоп, переведя его в резерв, после этого «Чандра» возобновила работу.

## Научная аппаратура

### HRC
Камера высокого разрешения (HRC) имеет широкое поле зрения и высокое угловое разрешение. Прибор является развитием регистрирующего детектора, работающего на обсерватории HEAO-2. Угловое/пространственное разрешение прибора составляет около 0,2 угловой секунды, что немного лучше, чем качество изображения, создаваемое рентгеновскими зеркалами обсерватории (0,3—0,4 угловой секунды). Дополнительным преимуществом приёмника HRC является его способность регистрировать большое количество фотонов в секунду, что очень важно для наблюдения неярких объектов, таких как чёрные дыры или нейтронные звезды в нашей Галактике.

### ACIS
Спектрометры (ACIS, AXAF CCD Imaging Spectrometer) предназначены для построения изображений рентгеновских объектов с одновременным определением энергии каждого фотона. Принцип работы спектрометров основан на приборах с зарядовой связью (ПЗС, CCD). Приборы являются развитием ПЗС-фотометров, разработанных в Массачусетском технологическом институте и впервые запущенных в японской обсерватории ASCA.

### LETG/HETG
Для решения задач спектроскопии высокого разрешения на обсерватории используются дифракционные решётки, отклоняющие рентгеновские лучи на разные углы в зависимости от их энергии. Отклонённые рентгеновские лучи затем регистрируются детекторами HRC-S. Высокое энергетическое разрешение, достигаемое при помощи дифракционных решёток, позволяет в деталях исследовать, например, свойства межзвёздной среды в нашей и других галактиках.

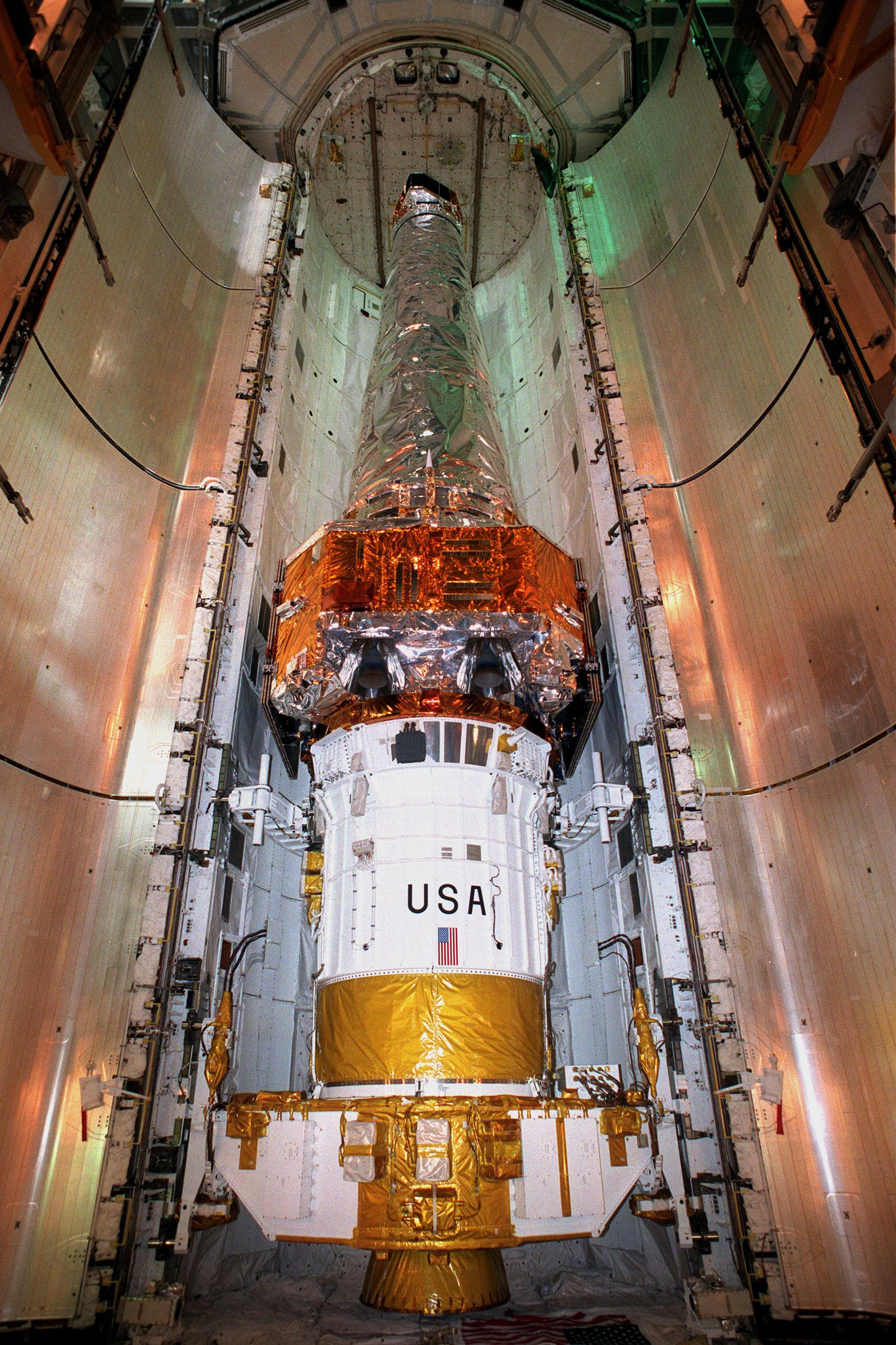
Обсерватория «Чандра» с разгонным блоком (IUS) в грузовом отсеке «Колумбии», 17 июля 1999 года.

## Открытия
- Первый снимок остатка сверхновой Кассиопея A дал возможность астрономам увидеть в центре образования компактный объект, вероятно нейтронную звезду или чёрную дыру.
- В Крабовидной туманности удалось различить ударные волны вокруг центрального пульсара, бывшие до сего момента незаметными другим телескопам.
- Удалось различить рентгеновское излучение сверхмассивной чёрной дыры в центре Млечного Пути.
- Обнаружение бо́льших объёмов холодного газа, чем ожидалось ранее, в центре Туманности Андромеды.
- Новый тип чёрных дыр был обнаружен в галактике M82. Учёные подозревают, что это недостающее звено между чёрными дырами звёздных масс и сверхмассивными чёрными дырами.
- Учащимися средней школы с помощью станции была обнаружена нейтронная звезда в Туманности Медузы.
- Практически все звезды главной последовательности являются источниками рентгеновского излучения.
- Уточнена Постоянная Хаббла.
- Доказательства существования тёмной материи были открыты в 2006 году при наблюдении столкновений сверхскоплений Галактик.
- 25 октября 2021 года NASA объявило, что открыло новую эру в исследовании экзопланет, впервые в истории обнаружив признаки существования M51-ULS-1 b за пределами нашей галактики[3][4]. Признаки планеты были найдены в спиральной галактике Водоворот (М 51), открытой в 1773 году Шарлем Мессье. До сих пор признаки экзопланет обнаруживались астрономами на расстояниях до 3000 световых лет, расстояние до найденного при помощи новой техники обработки рентгеновского излучения, принятого телескопом объекта-кандидата оценивается в 28 млн световых лет. Найденный объект-кандидат расположен в системе двойной звезды M51-ULS-1, предполагаемый его размер примерно равен размеру Сатурна. Его обнаружение произошло в тот момент, когда он на три часа закрыл собой поток рентгеновского излучения от объекта-компаньона двойной звезды, по мнению учёных являющегося либо чёрной дырой либо нейтронной звездой[5].